# Michael Deeley
Michael Deeley (Londra, 6 agosto 1932) è un produttore cinematografico britannico.
Ha prodotto più di trenta film, tra cui grandi classici come Un colpo all'italiana (1969), Il cacciatore (1978) e Blade Runner (1982). Ha vinto un Oscar per la migliore produzione e lavorato per Universal Pictures, Paramount Pictures, Twentieth Century Fox, Warner Bros., Columbia Pictures, United Artists, EMI Films, HBO, CBS e NBC.

## Biografia
Cresce a Stowe e presta servizio come tenente nell'esercito britannico in Malaya. Entra nell'industria cinematografica come assistente editore nel 1952, e qui lavora per Jacques Tati e Douglas Fairbanks Jr. prima di entrare nel team di editori per diverse serie televisive americane. Nel 1956 produce il suo primo film, con protagonisti Peter Sellers e Spike Milligan. Nel 1958 entra alla MCA Universal in veste di direttore della distribuzione per la Gran Bretagna. Nel 1964 diventa General Manager e produttore della Woodfall Films, la più innovativa casa di produzione londinese.
Alla fine degli anni sessanta produce, da indipendente, una serie di film per la Paramount Pictures, tra cui Un colpo all'italiana (1969) e L'uomo che venne dal nord (1971). Nel 1973 diventa Managing Director e proprietario della British Lion Films, che ha prodotto con successo otto film in Gran Bretagna, Italia e USA, tra cui L'uomo che cadde sulla Terra (1976). Dopo un paio di anni, vende la British Lion alla EMI e diventa Managing Director della EMI Films Ltd, nonché presidente della EMI Films Inc. Tra i film prodotti in questo periodo, Convoy - Trincea d'asfalto (1978), Assassinio sul Nilo (1978), e nel 1979 vince un Oscar come produttore di Il cacciatore, con Robert De Niro. La EMI finanzierà anche film per la Columbia Pictures come Incontri ravvicinati del terzo tipo (1977) e Abissi (1977). Nel 1982 conclude un lavoro con Ridley Scott durato quattro anni e che diventerà il suo più grande film prodotto, Blade Runner.
Tra il 1985 e il 1990 diventa Capo di produzione della Consolidated Entertainment Inc, casa produttrice di numerosi film per la televisione. Deeley è ora vicepresidente del British Screen Advisory Council, e ha recentemente concluso la sua autobiografia, Don't Shoot The Producer.

## Filmografia

### Produttore

#### Cinema
- The Case of the Mukkinese Battle-Horn (1956)
- At the Stroke of Nine (1957)
- Crosstrap (1962)
- One Way Pendulum (1964)
- The Reluctant Nudist (1964) (come M. D. Lee)
- Non tutti ce l'hanno (The Knack... and How to Get It) (1965)
- Ride of the Valkyrie (1967)
- Rapina al treno postale (Robbery) (1967)
- Il bus bianco (The White Bus) (1967)
- Un lungo giorno per morire (The Long Day's Dying), regia di Peter Collinson (1968)
- The Other People (1968)
- Dov'è Jack? (Where's Jack?) (1969)
- Un colpo all'italiana (The Italian Job) (1969)
- L'uomo che venne dal Nord (Murphy's War) (1971)
- Un colpevole senza volto (Conduct Unbecoming) (1975)
- L'uomo che cadde sulla Terra (The Man Who Fell to Earth) (1976)
- Convoy - Trincea d'asfalto (Convoy) (1978)
- Il cacciatore (The Deer Hunter) (1978)
- Blade Runner (1982)

#### Televisione
- Finnegan Begin Again (1985)
- Deceptions (1985)
- Tutti colpevoli (A Gathering of Old Men) (1987)
- The Secret Life of Archie's Wife (1990)
- E Caterina... regnò (Young Catherine) (1991)